# Прапор Любомльського району
Пра́пор Лю́бомльського райо́ну — це офіційний символ Любомльського району, затверджений рішенням районної ради 22 грудня 2000 р. Разом із гербом становить офіційну символіку району.

## Опис прапора
Прапор Любомльського району (землі) — прямокутне полотнище, що складається з трьох вертикальних смуг: з боків — зелені, посередині — жовта. У центрі прапора зображено герб Любомльського району.

## Символіка кольорів
Зелений колір на прапорі символізує надію, достаток, багатство любомльської природи. Жовтий колір — колір землі, колір, що відображає золотисте колосся полів.

## Порядок використання
Прапор Любомльського району (землі) може використовуватися поряд із прапорами Волинського краю та Державним прапором України під час організації і проведення масових заходів. Крім того, він може бути використаний як місцева атрибутика при оформленні приміщень, прилеглих територій підприємств, установ, організацій тощо.